# 警網 (電影)
《警網》（英語：Dragnet）是一部1987年美國喜劇警察搭檔片，由湯姆·曼金威茲執導並與丹·艾克洛德、艾倫·澤維貝爾共同編劇，同時本片也是曼金威茲的導演處女作；丹·艾克洛德和湯姆·漢克斯領銜主演。電影是取自於傑克·韋博主演的1950年代同名電視劇的戲仿與致敬版本；講述洛杉磯警局的喬·富萊帝巡佐（Sgt. Joe Friday，艾克洛德飾演）是已故警察的同名侄子，和叔叔一樣個性古板的他於某日被分配和一名年輕的新搭檔沛伯·史崔貝（Pep Streebek，漢克斯飾演）；性格相差甚遠的兩人將追捕邪惡的沛根組織（反道德和善良組織）。
電影1987年6月26日美國上映，票房成功但口碑兩極分化。

## 劇情
故事敘述洛杉磯警局的喬·富萊帝巡佐是已故警察的同名侄子，和叔叔一樣個性古板的他於某日被分配和一名年輕的新搭檔沛伯·史崔貝，兩人個性相異。他們被分配至調查一件奇怪的盜竊案：色情大亨傑利·西薩出版的色情雜誌《誘餌》（Bait）印刷版失竊。同時，強納森·衛里牧師一直在領導一場反對西薩生意的道德運動。
富萊帝和史崔貝循線調查到邪惡的沛根組織（P.A.G.A.N.，反道德和善良組織）上，並跟蹤可能的嫌疑人兼西薩的司機依默·馬茲。在審訊中，馬茲透露了秘密儀式的時間和地點。富萊帝和史崔貝偽裝成成員偷偷溜進來，目睹了一位蒙面領袖在一場處女獻祭儀式中將女性康妮·史威爾扔入蟒蛇水坑中，兩人破壞了儀式，並從蛇口中救出康妮，並向他們的上司比爾·加能警監報告此事。然而，當加能和警察局長珍·柯克派屈克在隔日前往現場時卻撲了空，沒有發現儀式的證據。柯克派屈克將富萊帝和史崔貝踢出此案件。
史崔貝得到了有關沛根偷走大量可用於生產有毒氣體化學品的消息。他和富萊帝帶領特警隊突襲了該地點，但該地證明是一間普通的牛奶廠；化學品和製氣設備實際上就藏在隔壁。由於沒有更多線索，史崔貝參加了富萊帝及其祖母的生日晚宴，康妮很快應富萊帝的邀請出席。晚餐時，康妮認出另一桌的衛里就是沛根領袖，讓富萊帝試圖逮捕衛里，但柯克派屈克否決並解除了他的職務。加能只好收回了富萊帝的手槍和警徽，並命令史崔貝遠離衛里。
當富萊帝與康妮在車上漸入佳境時，馬茲抓住了他們並帶往格里斐斯天文台，衛里向他們透露了將在《誘餌》晚會上利用毒氣殺死自己的合謀者西薩。他的手下把康妮帶到衛里的私人飛機上，準備殺死富萊帝，但史崔貝及時迫使馬茲在槍口下透露富萊帝的下落。史崔貝潛入西薩的豪宅並破壞了沛根的毒氣計畫，富萊帝則領導特警隊突襲。衛里放火燒掉了被盜的雜誌，後來在混亂中逃脫。加能恢復了富萊帝的崗位並歸還了警徽，以便能追捕衛里。
在機場，衛里拋棄了一直暗中合謀的柯克派屈克，帶著康妮起飛。富萊帝和史崔貝無法及時趕來阻止。第二天早上，富萊帝乘坐警用飛機追上並迫使對方降落。衛里因多項罪名被判有罪，富萊帝繼續與史崔貝維持搭檔關係，同時開始與康妮約會，此時的康妮也不再是「處女」。

## 演員
- 丹·艾克洛德飾演喬·富萊帝巡佐（Sgt. Joe Friday）
- 湯姆·漢克斯飾演沛伯·史崔貝警探（Det. Pep Streebek）
- 克里斯多夫·柏麥飾演強納森·衛里牧師（Reverend Jonathan Whirley）
- 哈利·摩根（英语：Harry Morgan）飾演比爾·加能（Capt. Bill Gannon）
- 亞歷山德拉·保羅（英语：Alexandra Paul）飾演康妮·史威爾（Connie Swail）
- 傑克·歐哈羅倫（英语：Jack O'Halloran）飾演依默·馬茲（Emil Muzz）
- 伊麗莎白·艾許利（英语：Elizabeth Ashley）飾演警察局長珍·柯克派屈克（Commissioner Jane Kirkpatrick）
- 達布尼·寇曼飾演傑利·西薩（Jerry Caesar）

## 反響
《警網》獲得了褒貶不一的評價。爛番茄根據28條專業評論持有46%的評級，平均得分4.9／10，該網站共識：「雖然能稱得上有趣和毫無疑問的精美演員，但《警網》對於想重現其經典素材來說過於笨拙且不上不下。」

## 外部連結
- 互联网电影数据库（IMDb）上《警網》的资料（英文）
- 爛番茄上《警網》的資料（英文）
- 豆瓣电影上《警網》的資料 （简体中文）
- Box Office Mojo上《警網》的資料（英文）
- AllMovie上《警網》的资料（英文）